# Iwo Jima
Iwo Jima, službeno Iō-tō=硫黄島="sumporni otok", je japanski otok iz skupine Vulkanskih otoka. Nalazi se 1,200km od glavnog grada Tokija, dok je upravno dio Ogasaware, jednog od osam tokijskih sela (iako je sam otok nenastanjen). Otok je, svakako, najpoznatiji po Bitci za Iwo Jimu iz 1945., jednom od ključnih sukoba Sjedinjenih Država i Japana u sklopu Drugog svjetskog rata. U popularnoj kulturi, otok je, barem na Zapadu, najpoznatiji po kultnoj fotografiji Raising the Flag on Iwo Jima koju je izradio fotograf Joe Rosenthal. Otok je do 1968. godine bio pod američkom okupacijom, nakon čega je vraćen Japanu.
Iwo Jima se nalazi 625 milja sjeverno od Saipana i 660 milja južno od Tokija. Dugačka je gotovo 8 km, a široka nešto više od 4 km, površine 21 km2. Suribachi (zdjela čunjastog oblika) visok 167 m nije aktivni vulkan, ali na cijelom otoku izbijaju iz tla bezbrojni mlazovi vruće pare i postoje mnogi "bunari" u kojima ključa voda puna sumpora. Zadebljali sjeverni dio trokutastog otoka tvori plato (zaravan) visok otprilike 100 m, koji na morskoj strani završava potpuno nepristupačnim i gotovo okomitim liticama, ali ne posvuda. Brježuljci i doline oko platoa bijahu gusto obrasli džunglom. Iwo Jima je samo jedan u lancu otoka što se poput razrijeđene ogrlice prostire od ulaza u Tokijski zaljev sve do na 300 milja od Marijana. Zapravo je to nekoliko otočja: najprije dolaze, idući od sjevera prema jugu, Izui, zatim Bonini i naposljetku Vulkani. Iwo Jima nalazi se u središtu Vulkana.
Bonini su prvi put naseljeni 1830. godine kad su se dva Amerikanca, jedan Đenovežanin i dvadeset i pet Havajaca iskrcali na Chichi Jimi, ni 300 km sjeverno od Iwo Jime. 25 godina nakon toga posjetila ih je eskadra komodora Perryja i anektirala ih za SAD. Htjelo se da postanu postaja za opskrbu američkih ratnih brodova i poštanskih parobroda. Međutim, predsjednik Franklin Pierce poništio je taj akt. Godine 1861. Bonine je anektirao Japan, pozvavši se na tvrdnju da ih je 1593. prvi otkrio knez Ogasavara (Daimio Ogasavara Sagajuri).
Jedan Englez, neki Gore, došao je na Vulkane 1673. godine. Upravo je on dao naziv Otoku Sumpora (Sulphur Island), Iwo Jimi. Prvi Europljanin koji je tamo stigao nakon Gorea, 1805., bijaše jedan ruski istraživač koji se složio s Goreovom ocjenom (za koju sigurno nije znao) da Vulkani ne zaslužuju biti kolonizirani. Tako su prvi nasljednici, Japanci, došli su tek 80 godina kasnije i to na Iwo Jimu. Kao cijelo otočje, Iwo Jima je nakon japanskoga zaposjednuća došla u upravnom pogledu pod jurisdikciju Tokijske prefekture, s tim da se njome upravlja kao da je sastavni dio same matice.
Oko sredine 1930-ih na Iwo Jimi je živjelo gotovo 1 100 kolonista u krhkim, jednokatnim kućama građenim u japanskom stilu. Glavno naselje na otoku, Motojama, nalazilo se malo sjevernije od točnog središta otoka, nedaleko od sumpornih jama. Stanovnici su za vlastite potrebe uzgajali povrće, banane, ananase, papaje, šećernu trsku i žito, ali temelj otočnoga gospodarstva bijahu šećerana i rafinerija sumpora. Šećerani je išlo tako slabo da je poslije pretvorena u postrojenje za preradbu ljekovitog bilja. Na otoku su radile dvije škole sa 7 nastavnika, jedna japanska krčma i jedan bife s trima konobaricama. Šest puta godišnje brodovi bi donosili iz matice robu i novine.
Na cijelome otočnom lancu samo je Iwo Jama bila prikladna za gradnju zračne luke. Carska ratna mornarica otoku je pridavala malu važnost, pa su jedine instalacije ondje podignute bile krugovalna i meteorološka postaja. Godine 1940. jedna je japanska tvrtka započela kraj podnožja Suribačija gradnju zračne luke s dvjema stazama dugim gotovo 1.5 km. U proljeću 1941. na otok je stigao poručnik mornarice s 93 ljudi, koji su počeli graditi utvrđene položaje za topove. S njima su na otok stigle oko 2 000 civilnih građevinskih radnika.
Carsko vrhovno zapovjedništvo posvetilo je otočju jednako kao i Formozi punu pažnju na početku 1944. godine, kad su Amerikanci započeli osvajanje Marijana. Prvi zapovjednik garnizona bijaše Cunezo Vači, koji je bio pomoćnik pomorskog atašeja i šef japanskih špijuna u Meksiku. On je došao na otok s garnizonom od oko 5 000 mornara. Odmah nakon njihova dolaska započela je gradnja još jedne zračne luke, na središnjoj zaravni. Poslije su na otok stigle i snage kopnene vojske. Potkraj svibnja je kopnena vojska imala na otoku garnizon od 5 170 vojnika, 13 topova i više od 200 teških mitraljeza. Ratna mornarica imala je 14 obalnih topova, 10 drugih teških topova i 125 protuavuionskih mitraljeza od 25 mm. Vojnici i mornari nisu se snosili, što je došavši na otok u lipnju zamijetio general Tadamiči Kuribajaši koji je imao osnovati stožer 109. divizije kopnene vojske i preuzeti zapovjedništvo nad obranom otoka. Na otoku obitavaju brojne muhe i žohari, ali nema zmija ni otrovnih gmazova.